# Hvězdný atlas českých králů

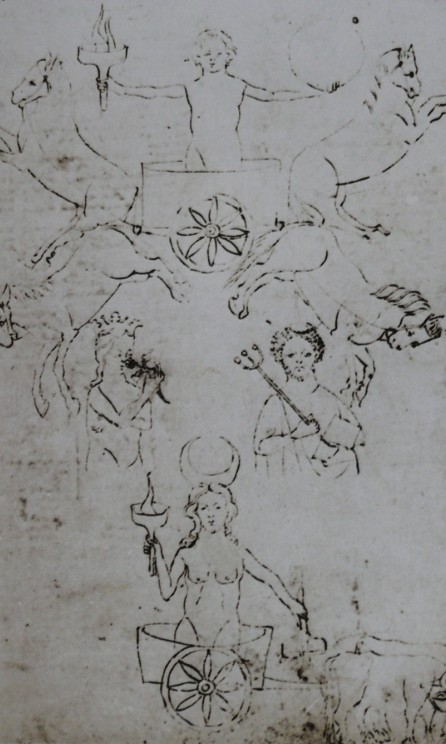
Hélios, Venuše, Merkur a Seléna

Hvězdný atlas českých králů je středověký astronomický sborník pocházející z českého královského dvora. Tvorba rukopisu započala během vlády Václava II. Text je doprovázen obrazovým materiálem provedeným technikou peroskresby zřejmě podle starších sicilskoarabských předloh. Dokončen byl roku 1334. Sám sloužil jako předloha pro dva novější astronomické sborníky Václava IV. (Cod. 2378 a 2352 ve Vídni).
V období husitských válek část astrologických rukopisů českých panovníků a hvězdný glóbus zakoupil Mikuláš Kusánský. Atlas je nyní uložen ve špitální knihovně v Bernkastelu jako cod. Cus 207.